# Confessionário

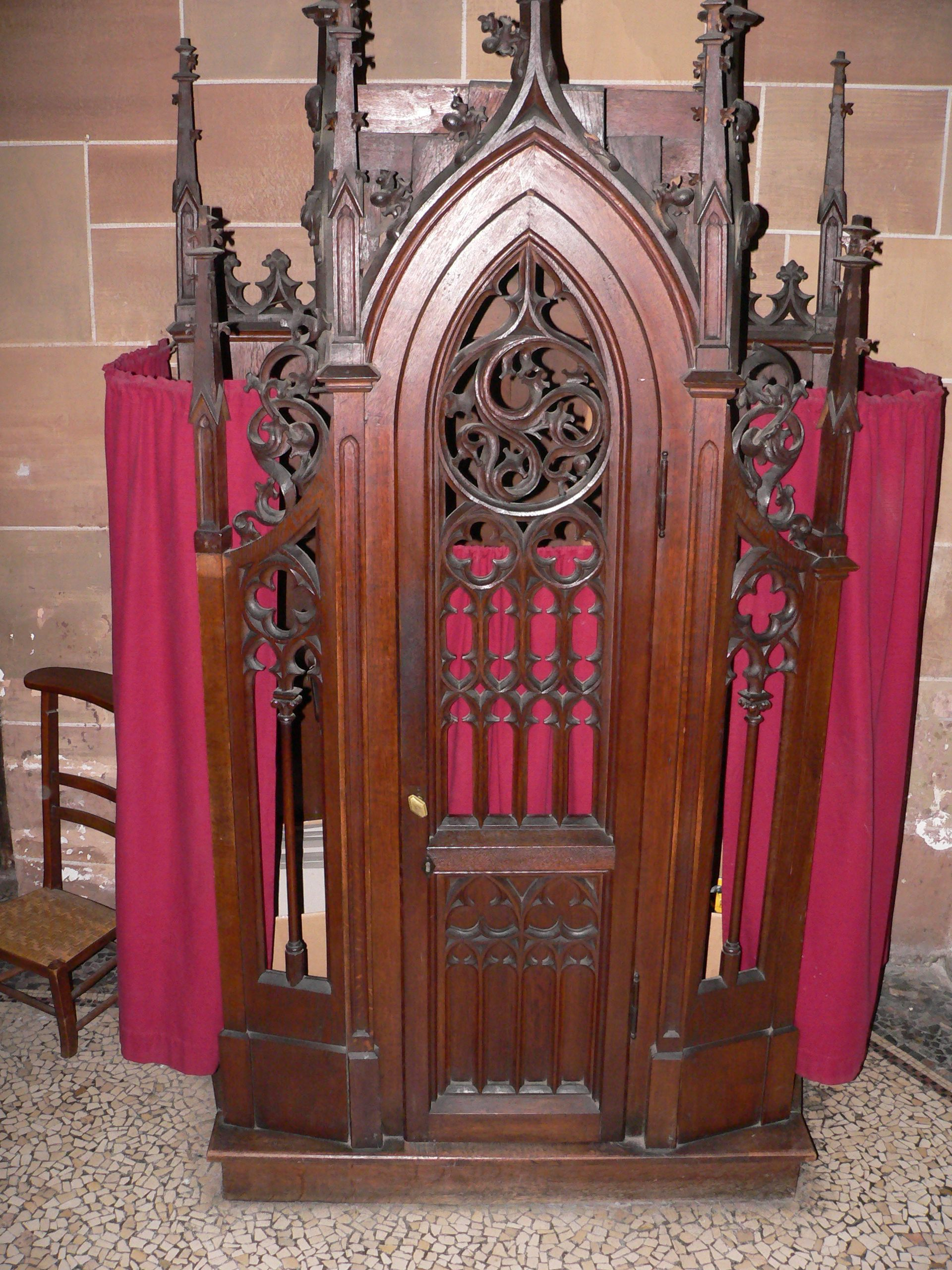
Confessionário tradicional na igreja de Thann, França.

O confessionário é um estande pequeno e fechado, utilizada apenas para o Sacramento da Confissão. É o local habitual para realizar-se este sacramento na Igreja Católica, mas estruturas semelhantes são também utilizados na Igreja Anglicana, e também na Igreja Luterana. Quando é necessário caminhar perto de um confessionário, é considerado educado cobrir com a mão uma orelha, para mostrar respeito pela santidade do confessionário. Sua invenção remete-se a São Carlos Borromeu, bispo católico quem escreveu no ano de 1577 Instructiunoum Fabricae et Supellectilis Ecclesiasticae libri duo, primeira obra que discorre sobre a arquitetura religiosa. 
A atual forma do confessionário foi criada no período Barroco. Os confessionários mais antigos eram compostos apenas de uma cadeira para o sacerdote, e ao lado um banco para o penitente. Porém, a partir da Alta Idade Média, cada vez mais foram construídos estandes para substituir a cadeira, geralmente perto do altar.

## Confessionários tradicionais

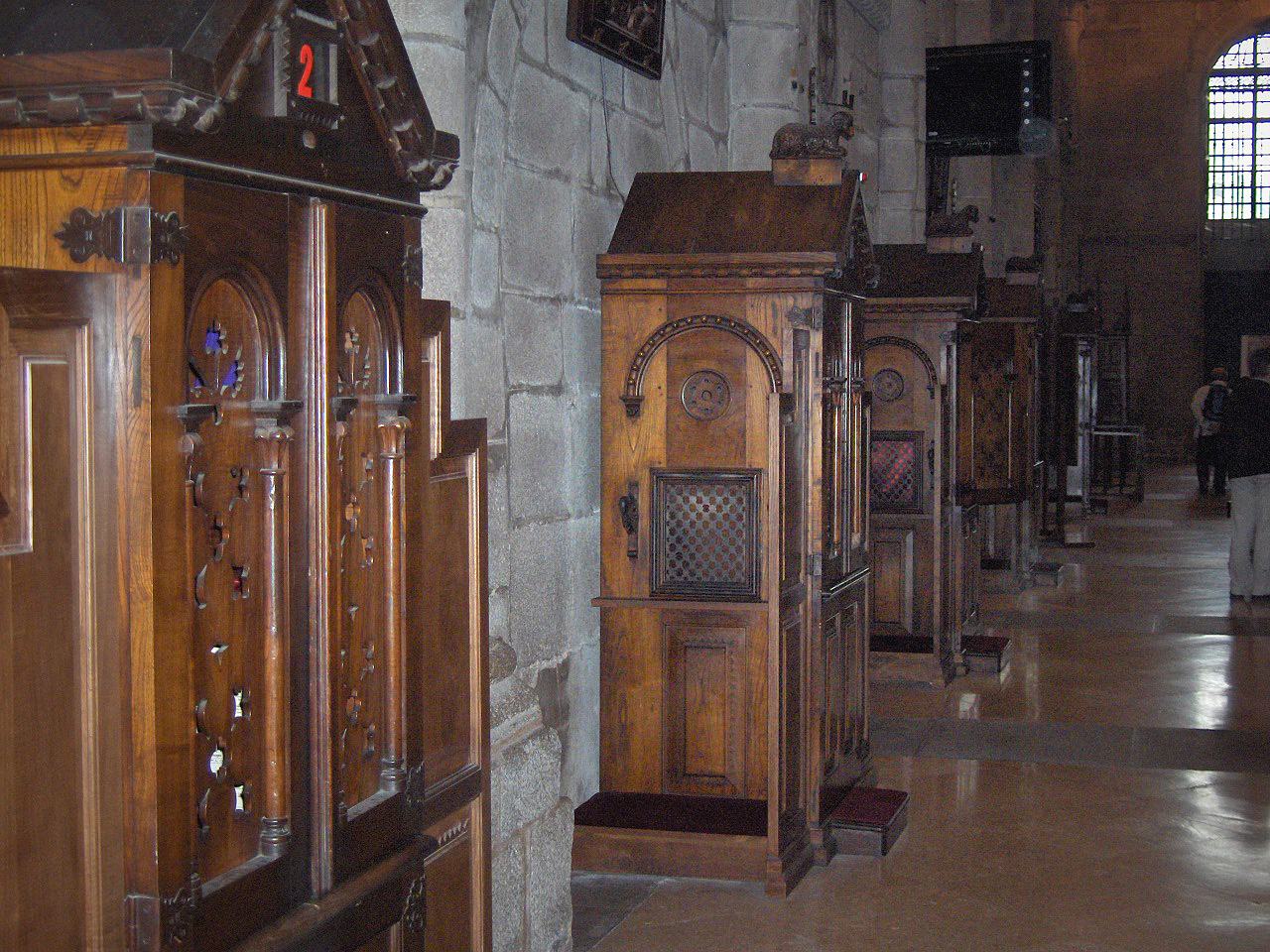
Confessionários na Catedral de Santiago de Compostela, Espanha.

O padre e penitente estão em compartimentos separados e falam uns com os outros através de uma grelha ou látice. Muitas vezes um crucifixo está pendurado na tela. O padre normalmente irá sentar no meio e os penitentes vão entrar nos compartimentos de cada lado dele. O padre pode fechar o outro compartimento por uma tela deslizante de modo que apenas uma pessoa poderá se confessar ao mesmo tempo, há um banco para o penitente ficar ajoelhado durante a confissão. Confissões e conversas são normalmente sussurradas. Às vezes, um confessionário é construído nas paredes da própria igreja e têm portas separadas para cada compartimento; outros confessionários podem ser estruturas independentes e permanentes com cortinas que são utilizadas para esconder penitentes (e até mesmo o padre, em alguns confessionários) do resto da Igreja.

## Confessionários modernos, pós-Vaticano II

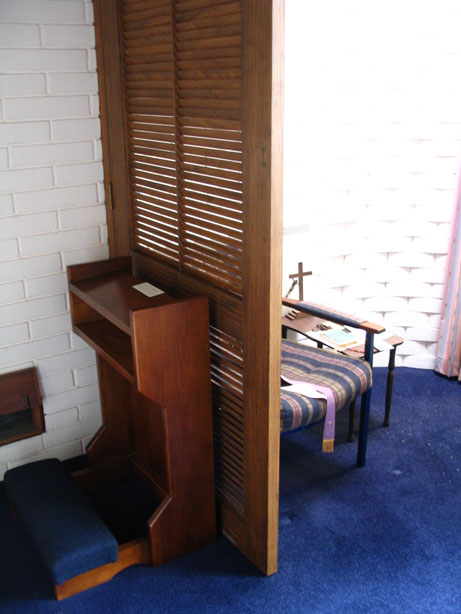
Confessionário moderno na Igreja do Santo Nome, Dunedin, Nova Zelândia. O penitente tem a opção de ou ajoelhar ou sentar-se em uma cadeira de frente para o padre (não mostrado).

Após o Concílio Vaticano II, o Sacramento da Confissão, foi mais claramente expresso em sua natureza e efeitos e para facilitar este sacramento, a confissão face a face foi permitida. Para acomodar esta nova forma de sacramento, muitos confessionários atualmente compreendem apenas um quarto. Há uma tela, atrás da qual o penitente pode confessar-se anonimamente, mas também alguns tem uma cadeira que o penitente possa falar com o sacerdote de frente. 
A tela pode ser qualquer coisa, de uma cortina à um estrado. Às vezes, o penitente pode ver o padre através da tela, mas o padre geralmente nunca ve o penitente. Muitas vezes é colocado no banco uma placa com as falas que devem ser ditas para iniciar a confissão. Também pode haver outros materiais associados ao sacramento, como um cartão com a finalidade do Sacramento, com orações e outras informações úteis. Um crucifixo ou cruz pode ser colocado em cima da tela ou em qualquer lugar perto do penitente para ajudar na oração. 
Alguns confessionários modernos, e mesmo alguns mais tradicionais, tem muitas vezes duas ou três luzes, que podem ser controladas pelo padre do interior, ou são automáticas (ativada pelo penitente quando se ajoelha). A luz verde acima da localização do padre mostra que ele está no confessionário, e está disponível para a confissão, enquanto que uma luz vermelha acima da área do penitente, mostra que ele está ocupado com deveres paroquianos. 